# Quassia baileyana
Quassia baileyana är en bittervedsväxtart som först beskrevs av Daniel Oliver, och fick sitt nu gällande namn av Nooteboom. Quassia baileyana ingår i släktet Quassia och familjen bittervedsväxter. Inga underarter finns listade i Catalogue of Life.